# コスマー
コスマー (Cosmah、1953年4月4日生まれ) は、アメリカ合衆国の競走馬・繁殖牝馬。アメリカ殿堂馬トスマーや、名種牡馬ヘイローなどの母として知られる名繁殖牝馬の一頭である。

## 経歴
コスマーは1953年4月4日に、馬産家ヘンリー・ナイトがケンタッキー州に構えるアルマハーストファームで生産したサラブレッドの牝馬である。マームード産駒の牝馬・アルマームードの初仔で、ローレンスリアライゼーションステークス勝ちのある種牡馬コズミックボムとの間に生まれている。1歳の時にサラトガのイヤリングセールに出品され、ガーデンステートパーク競馬場の社長であったユージン・モリに7,0005ドルで購入された。
競走馬としては2歳からデビューし、2歳時は9戦5勝の戦績を挙げた。このうち1勝はステークス競走勝ちであるが、これはアスタルテステークスにおいて1着馬ダークヴィンテージが降着したことにより繰り上がりで優勝したものである。このほかにもガーデニアステークスで2着、フリゼットステークスで3着に入っている。3歳時は17戦して4勝を挙げ、ステークス競走勝ちこそなかったが、ガゼルハンデキャップとページェントステークスの2競走で2着に入っている。
4歳時に4戦して未勝利に終わったのちに競走馬を引退している。通算30戦9勝2着5回、獲得賞金は85,525ドルであった。

## 繁殖入り後
競馬評論家エレン・パーカーの著した『Reine-de-Course』によれば、コスマーは15頭の産駒を出しており、そのうち10頭が競走馬になり、9頭が勝ち上がっている。以下はその代表的な直仔。
コスミア（Cosmiah）
1959年生の牝馬。父オリンピア。不出走。繁殖牝馬としてはアテナステークス優勝馬のマリースク（Muriesk）を出した程度である。5代先に武蔵野ステークス（G3）勝ち馬のエイシンロンバードがいる。
フラミンゴウェイ（Flamingo Way）
1960年生の牝馬。父サードブラザー。26戦5勝。4代先に阪神ジュベナイルフィリーズ（G1）に勝ったレッドリヴェールがいる。
トスマー（Tosmar）
1961年生の牝馬。父ティムタム。コスマーの産駒で最も高い競走成績を誇った馬で、5歳まで走り39戦23勝、1963年最優秀2歳牝馬、1964年最優秀3歳牝馬およびハンデキャップ牝馬を受賞、のちの1984年にはアメリカ殿堂入りを果たした。繁殖牝馬としては期待外れで、23歳になるまでに4頭しか産まず、ニュージャージーフューチュリティ優勝馬のラジュデッカ（La Guidecca）を出した程度である。
マリボー（Maribeau）
1962年生の牡馬。父リボー。8戦4勝の成績で、1965年のファウンテンオブユースステークスに優勝している。種牡馬として194頭の産駒を残し、うち13頭がステークス競走勝ち馬となっている。
ファーザーズイメージ（Fathers Image）
1963年生の牡馬。父スワップス。21戦7勝。種牡馬入り後に日本に輸出され、皐月賞優勝馬のハワイアンイメージやステイヤーズステークス勝ち馬のホッカイノーブル、毎日杯勝ち馬のエリモファーザーなどのステークス勝ち馬を日米で合計8頭出している。
ロイヤルマッチ（Royal Match）
1964年生の牝馬。父ターントゥ。不出走。4代先に全日本2歳優駿（Jpn1）勝ち馬のグレイスティアラがいる。
パーフェクタ（Perfecta）
1965年生の牝馬。父スワップス。3戦1勝。2代先にフランス2000ギニー（G1）優勝馬レミグラン（L'Emigrant）がいる。
クィーンスクレ（Queen Sucree）
1966年生の牝馬。父リボー。4戦1勝。コスマー直仔のなかでも特に繁殖牝馬として成功した馬で、代表産駒にはケンタッキーダービー優勝馬キャノネード（Cannonade）がおり、そのほかにケンタッキージョッキークラブステークス（G3）などに勝ったサークルホーム（Circle Home）、国外でもアイルランドでステークス競走に勝ったデルサルト（Del Sarto）やワッスルタッチ（Wassl Touch）などを出した。2代先にはハリウッドフューチュリティ（G1）に勝ったスティーブンスオデッセイ（Stephan's Odyssey）やエイコーンステークス優勝馬ロトカ（Lotka）、3代先にはセルビアの最優秀3歳牝馬ヴァトレナマカ（Vatrena Maca）、5代先にはウッドメモリアルステークス（G1）勝ち馬のエスケンデレヤなどが出ている。日本では4代先に七夕賞勝ち馬のトーラスジェミニを出している。
ラブオブラーニング（Love of Learning）
1967年生の牝馬。父ヘイルトゥリーズン。7戦1勝。2代先にサンタアナハンデキャップ（G1）勝ち馬アニュアルリユニオン（Annual Reunion）がいる。
ヘイロー（Halo）
1969年生の牡馬。父ヘイルトゥリーズン。競走馬としてはユナイテッドネーションズハンデキャップ（G1）など31戦9勝。種牡馬として成功し、生涯で63頭のステークス勝ち馬を輩出、1983年と1989年の2度に北米リーディングサイアーに輝いている。子孫も種牡馬として成功しており、代表産駒には日本で13度のリーディングサイアーに輝いたサンデーサイレンス（Sunday Silence）、アルゼンチンのリーディングサイアー7回を記録したサザンヘイロー（Southern Halo）などがいる。
ラダムドゥラック（La Dame du Lac）
1973年生の牝馬。父ラウンドテーブル。不出走。繁殖牝馬としてアイルランドでアングルシーステークス（G3）を勝ったレイクコモ（Lake Como）や、同父で同競走を勝ったシングルコンバット（Single Combat）などがいる。牝系の広がりが大きく、2代先にアメリカ最優秀芝牝馬に2度選ばれたフローレスリー（Flawlessly）、サンタラリ賞優勝馬のナディア（Nadia）、ハードウィックステークス（G2）などに勝ったジンダバード（Zindabad）などがいる。さらに3代先以降にはG1馬だけでもゲイムリーステークス（G1）勝ち馬ソフィーピー（Sophie P）、モーリスドギース賞優勝馬サインズオブブレッシング（Signs of Blessing）、ウッドフォードリザーブ・ターフクラシック（G1）勝ち馬ディヴィジデロ（Divisidero）などが出ている。日本馬のローマンエンパイアやコンゴウリキシオーもこの牝系に属している。
オナートリックス（Honor Tricks）
1976年生の牝馬。父ボールドビダー。不出走。。2代先にホーリスヒルステークス（G3）勝ち馬ブランキャスター（Brancaster）、小倉記念勝ち馬アラタマインディなどがいる。

### 牝系図
牝系図の出典：
Emma (1817 Don Cossack) ---←2-d
　Comus Mare (1834 Comus)
　　Bay Middleton Mare (1839 Bay Middleton)
　　　Sleight of Hand Mare (1846 Sleight of Hand)
　　　　Duty (1860 Rifleman)
　　　　　Meteor (1867 Thunderbolt)
　　　　　　Iskra (1878 Macaroni)
　　　　　　　Princess Iskra (1887 Robert the Devil)
　　　　　　　　Splendour (1894 Sheen)
　　　　　　　　　Dazzling (1900 St. Leonards)
　　　　　　　　　　Fly by Night (1910 Peter Pan I)
　　　　　　　　　　　Flying Witch (1917 Broomstick)
　　　　　　　　　　　　Mother Goose (1922 Chicle)
　　　　　　　　　　　　　Arbitrator (1937 Peace Chance)
　　　　　　　　　　　　　　Almahmoud (1947 Mahmoud)
　　　　　　　　　　　　　　　Cosmah (1953 Cosmic Bomb)---←（改行）
---↓コスマー牝系
Cosmah (1953 Cosmic Bomb)
｜Cosmiah (1959 Olympia)
｜　Muriesk (1979 Nashua)
｜　　My Rainbow (1987 Lyphard)
｜　　　Pacific City (1993 Carson City)
｜　　　　*エイシンロンバード (2002 Victory Gallop)
｜Flamingo Way (1960 Third Brother)
｜　*ダンシングフリー (1979 Dancing Count)
｜　　I'm Out (1984 Lord Gaylord)
｜　　　*ディソサード (1991 Dixieland Band)
｜　　　　レッドリヴェール (2011 ステイゴールド)
｜Tosmah (1961 Tim Tam)
｜Maribeau (牡、1962 Ribot)
｜Fathers Image (牡、1963 Swaps)
｜Royal Match (1964 Turn-to)
｜　*マッチレスネイティヴ (1968 Raise a Native)
｜　　ロイヤルコスマー (1982 ロイヤルスキー)
｜　　　レディコスマー (1990 ノーザンテースト)
｜　　　　マヤノクリオネ (1997 サクラユタカオー)
｜　　　　　パッションローズ (2005 アフリート)
｜　　　　　　ロンドンプラン (2020 グレーターロンドン)
｜　　　ロイヤルティアラ (1991 ノーザンテースト)
｜　　　　グレイスティアラ (2003 フジキセキ)
｜Perfecta (1965 Swaps)
｜　Suprina (1970 Vaguely Noble)
｜　　L'Emigrant (牡、1980 The Minstrel)
｜Queen Sucree (1966 Ribot)
｜｜Cannonade (牡、1971 Bold Bidder)
｜｜Circle Home (牡、1972 Bold Bidder)
｜｜Georgica (1973 Raise a Native)
｜｜Kennelot (1974 Gallant Man)
｜｜｜Stephan's Odyssey (牡、1982 Danzig)
｜｜｜Lotka (1983 Danzig)
｜｜　｜Lotta Dancing (1991 Alydar)
｜｜　｜　Shootforthestars (1998 Seattle Slew)
｜｜　｜　　Centralinteligence (騸、2008 Smarty Jones)
｜｜　｜*マンボツイスト (牡、1995 Kingmambo)
｜｜Boleen (1976 Bold Bidder)
｜｜Princess Sucree (1979 Roberto)
｜｜Wassl Touch (牡、1983 Northern Dancer)
｜｜*ステラーオデッセイ (1984 Northern Dancer)
｜｜　Altair（1991 Alydar）
｜｜　　Aldebaran Light（1996 Seattle Slew）
｜｜　　｜Balmont（牡、2001 *ストラヴィンスキー）
｜｜　　｜*エスケンデレヤ（牡、2007 Giant's Causeway）
｜｜Dance Cat (1988 Danzig)
｜｜Sucre Sucre (1990 Manila)
｜Halo (牡、1969 Hail to Reason)
｜La Dame Du Lac (1973 Round Table)
｜｜La Confidence (1980 Nijinsky)
｜｜　Flawlessly (1988 Affirmed)
｜｜*アルパインスウィフト (1983 Storm Bird)
｜｜　ローマステーション (1987 Law Society)
｜｜　　ローマンエンパイア (牡、1999 サクラローレル)
｜｜Nazoo (1988 Nijinsky)
｜｜｜Dream Bay (1993 Mr. Prospector)
｜｜｜　Fountains Abbey (2005 Giant's Causeway)
｜｜｜　　Sophie P (2013 Bushranger)
｜｜｜*プリンシピウム (1995 *ハンセル)
｜｜｜　*コンゴウリキシオー (2002 *ストラヴィンスキー)
｜｜｜Nadia (1998 Nashwan)
｜｜｜Sunray Superstar (1999 Nashwan)
｜｜　　Sun Bittern (1999 Seeking the Gold)
｜｜　　　Signs of Blessing (騸、2011 Invincible Spirit)
｜｜Miznah (1989 Sadler's Wells)
｜｜　Geisha Girl (1995 Nashwan)
｜｜　　Madame Du Lac (2005 Lemon Drop Kid)
｜｜　　　Divisidero (牡、2012 Kitten's Joy)
｜Honor Tricks (1976 Bold Bidder)
　*アセルティンズエンジェルス (1987 Fappiano)
　　アラタマインディ (牡、1997 A.P. Indy)

## 血統表
| コスマーの血統                    | コスマーの血統                               | コスマーの血統                               | （血統表の出典）                             | （血統表の出典） |
| 父系                              | ファラリス系                                 | ファラリス系                                 | ファラリス系                                 | [ § 2 ]          |
| 父 Cosmic Bomb 1944 鹿毛 アメリカ | 父の父Pharamond 1925 青鹿毛 イギリス         | Phalaris                                     | Polymelus                                    | Polymelus        |
| 父 Cosmic Bomb 1944 鹿毛 アメリカ | 父の父Pharamond 1925 青鹿毛 イギリス         | Phalaris                                     | Bromus                                       |                  |
| 父 Cosmic Bomb 1944 鹿毛 アメリカ | 父の父Pharamond 1925 青鹿毛 イギリス         | Selene                                       | Chaucer                                      | Chaucer          |
| 父 Cosmic Bomb 1944 鹿毛 アメリカ | 父の父Pharamond 1925 青鹿毛 イギリス         | Selene                                       | Serenissima                                  |                  |
| 父 Cosmic Bomb 1944 鹿毛 アメリカ | 父の母Banish Fear 1932 青鹿毛 アメリカ       | Blue Larkspur                                | Black Servant                                | Black Servant    |
| 父 Cosmic Bomb 1944 鹿毛 アメリカ | 父の母Banish Fear 1932 青鹿毛 アメリカ       | Blue Larkspur                                | Blossom Time                                 |                  |
| 父 Cosmic Bomb 1944 鹿毛 アメリカ | 父の母Banish Fear 1932 青鹿毛 アメリカ       | Herodiade                                    | Over There                                   | Over There       |
| 父 Cosmic Bomb 1944 鹿毛 アメリカ | 父の母Banish Fear 1932 青鹿毛 アメリカ       | Herodiade                                    | Herodias                                     |                  |
| 母 Almahmoud 1947 栗毛 アメリカ   | 母の父Mahmoud 1933 芦毛 フランス             | Blenheim                                     | Blandford                                    | Blandford        |
| 母 Almahmoud 1947 栗毛 アメリカ   | 母の父Mahmoud 1933 芦毛 フランス             | Blenheim                                     | Malva                                        |                  |
| 母 Almahmoud 1947 栗毛 アメリカ   | 母の父Mahmoud 1933 芦毛 フランス             | Mah Mahal                                    | Gainsborough                                 | Gainsborough     |
| 母 Almahmoud 1947 栗毛 アメリカ   | 母の父Mahmoud 1933 芦毛 フランス             | Mah Mahal                                    | Mumtaz Mahal                                 |                  |
| 母 Almahmoud 1947 栗毛 アメリカ   | 母の母Arbitrator 1937 鹿毛 アメリカ          | Peace Chance                                 | Chance Shot                                  | Chance Shot      |
| 母 Almahmoud 1947 栗毛 アメリカ   | 母の母Arbitrator 1937 鹿毛 アメリカ          | Peace Chance                                 | Peace                                        |                  |
| 母 Almahmoud 1947 栗毛 アメリカ   | 母の母Arbitrator 1937 鹿毛 アメリカ          | Mother Goose                                 | Chicle                                       | Chicle           |
| 母 Almahmoud 1947 栗毛 アメリカ   | 母の母Arbitrator 1937 鹿毛 アメリカ          | Mother Goose                                 | Flying Witch                                 |                  |
| 母系(F-No.)                       | (FN:2-d)                                     | (FN:2-d)                                     | (FN:2-d)                                     | [ § 3 ]          |
| 5代内の近親交配                   | Spearmint 5x5=6.25%、 The Tetrarch 5x5=6.25% | Spearmint 5x5=6.25%、 The Tetrarch 5x5=6.25% | Spearmint 5x5=6.25%、 The Tetrarch 5x5=6.25% | [ § 4 ]          |
| 出典                              | 1. 2. 3. 4.                                  | 1. 2. 3. 4.                                  | 1. 2. 3. 4.                                  | 1. 2. 3. 4.      |